# Kaczórki

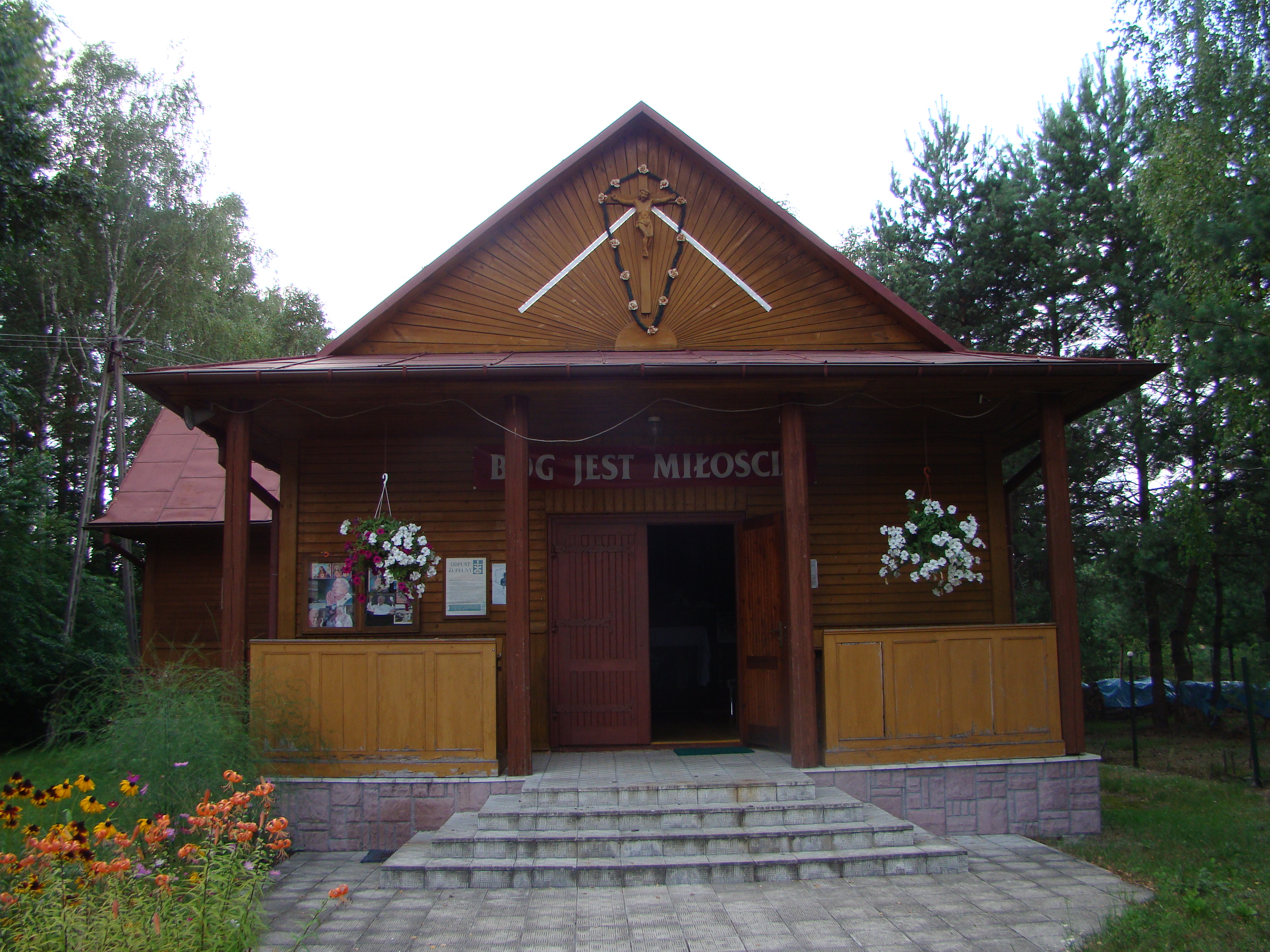
Kaplica

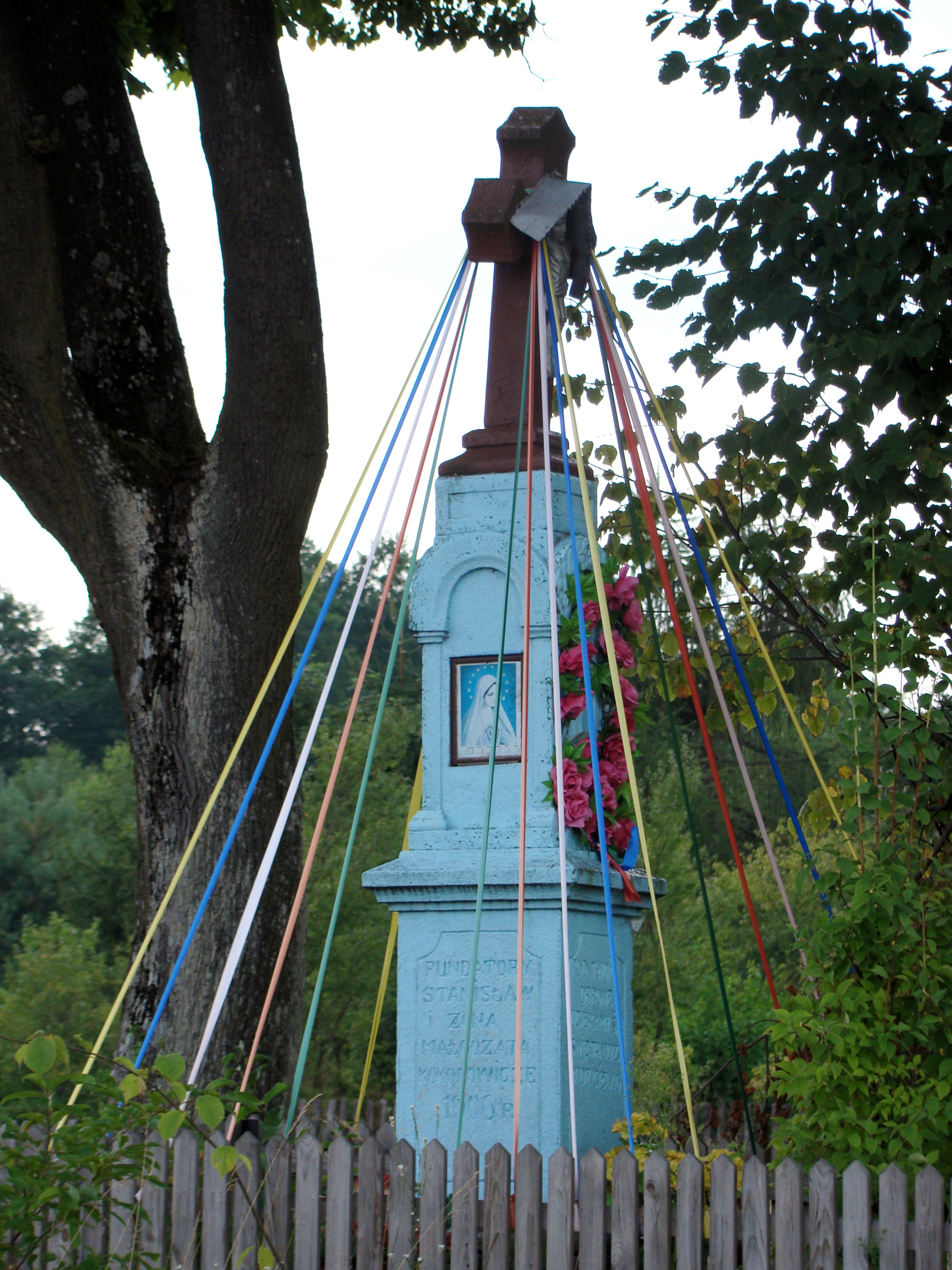
Kapliczka przydrożna
z 1906 r.

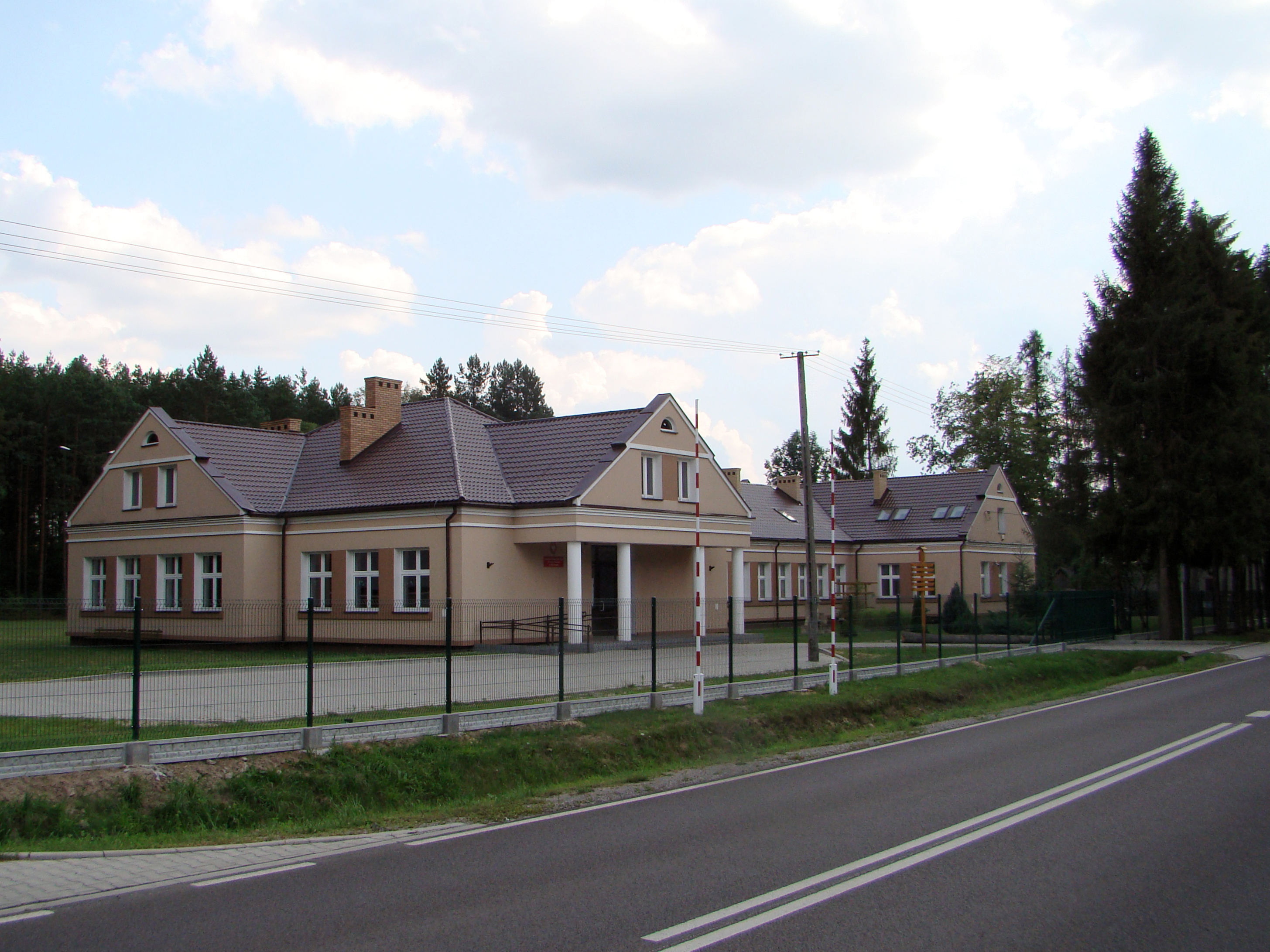
Szkoła podstawowa im. AK

Kaczórki – wieś w Polsce, położona w województwie lubelskim, w powiecie zamojskim, na północnym skraju gminy Krasnobród.
Wieś posiada powierzchnię 248.8 ha, około 200 mieszkańców, znajduje się w obrębie Roztocza, nad rzeką Wieprz i strugą Jacynką.
W latach 1975–1998 miejscowość administracyjnie należała do województwa zamojskiego.
Wieś jest sołectwem w gminie Krasnobród. Według Narodowego Spisu Powszechnego z roku 2011 wieś liczyła 205 mieszkańców.
Wierni Kościoła rzymskokatolickiego należą do parafii Opatrzności Bożej w Bondyrzu.

## Części wsi
| SIMC    | Nazwa   | Rodzaj    |
| ------- | ------- | --------- |
| 0891269 | Belfont | część wsi |
| 0891275 | Zarzeka | część wsi |

## Historia
W wieku XIX Kaczorka albo też Kaczorki obecnie Kaczórki – miejscowość powstała pod koniec XVIII lub na pocz. XIX wieku w dobrach krasnobrodzkich. Jej założycielem był Antoni Fortunat Tarnowski. Spis z 1827 roku notował wieś w powiecie zamojskim i parafii Suchowola. Liczyła wtedy 20 domów i 159 mieszkańców. Jej mieszkańcy zajmowali się wyrobem smoły z drewna. W 1840 roku Kaczórki należały do unickiej parafii w Suchowoli.
W I połowie XIX wieku istniała tu karczma, która w 1845 roku uzyskała patent na dalszy handel alkoholem. Wówczas wieś była w gminie Krasnobród, w posiadaniu Jana Amora Tarnowskiego. Pod koniec XIX wieku istniała tu karczma kryta gontem, a wieś liczyła wówczas 16 domów i ok. 400 mieszkańców, w tym 116 katolików, oraz 252 morgi ziemi. W 1880 roku Kazimierz Fudakowski wybudował we wsi tartak napędzany maszyną parową o mocy 16 KM i zatrudniał 8 pracowników. Przy tartaku została utworzona gontarnia o produkcji rocznej wynoszącej 600 tys. sztuk w 1885 roku i zatrudniającej 9 pracowników. Wartość produkcji wynosiła 3500 rubli. Przy tartaku produkowano obok gontów także patyczki do zapałek. Według spisu z 1921 roku Kaczórki liczyły 41 domów i 258 mieszkańców, w tym jednego Ukraińca. Była tu także leśniczówka należąca do dóbr Podzamek.
W latach 1982–1982 wybudowano we wsi drewnianą kaplicę pw. Św. App. Piotra i Pawła. W 1962 r. oddano do użytku budynek szkoły podstawowej. 30 września 2001 r. patronem szkoły została Armia Krajowa.
Około 1 km na południe od wsi znajduje się rezerwat przyrody Debry.